# Ed Kokorović
Ed Kevin Kokorović (* 4. Januar 1995 in Ludwigsburg, Deutschland) ist ein kroatischer Fußballspieler.

## Karriere
Kokorović begann seine Karriere beim NK Klana. 2009 kam er in die Jugend des HNK Rijeka. Im Januar 2014 wurde er an den Zweitligisten NK Pomorac Kostrena verliehen. Für diesen absolvierte er in der Rückrunde der Saison 2013/14 acht Spiele in der 2. HNL. Nach seiner Rückkehr zu Rijeka kam er fortan für die Zweitmannschaft zum Einsatz.
Zur Saison 2015/16 wechselte er nach Slowenien zum NK Zavrč. Im Juli 2015 debütierte er für Zavrč in der 1. SNL, als er am zweiten Spieltag jener Saison gegen den NK Olimpija Ljubljana in der 73. Minute für Jure Matjašič eingewechselt wurde. Sein erstes Tor in der höchsten slowenischen Spielklasse erzielte er im August 2015 bei einem 1:0-Sieg gegen den NK Krško. Bis Saisonende kam er zu 26 Einsätzen in der 1. SNL, aus welcher er mit seinem Verein jedoch aufgrund eines Lizenzentzuges absteigen musste.
Daraufhin wechselte er zur Saison 2016/17 zum FC Koper. Für Koper kam er in jener Saison zu 24 Einsätzen in der slowenischen Liga und erzielte dabei ein Tor. Nach Saisonende wurde allerdings auch Koper die Lizenz entzogen und der Verein musste aus der Liga absteigen. Daraufhin kehrte er zur Saison 2017/18 nach Kroatien zurück und wechselte zum NK Istra 1961. Sein erstes Spiel für Istra in der 1. HNL absolvierte er im August 2017 gegen den NK Lokomotiva Zagreb.
Nach einem halben Jahr bei Istra wechselte er in der Winterpause jener Saison nach Bosnien und Herzegowina zum HŠK Zrinjski Mostar, für den er jedoch kein Spiel absolvierte. Zur Saison 2018/19 wechselte Kokorović nach Portugal zum Zweitligisten Académico de Viseu FC. Für Viseu absolvierte er fünf Spiele in der Segunda Liga. Im Januar 2019 wechselte er nach Tschechien zum Zweitligisten 1. SC Znojmo.
Nach nur einem Monat verließ er die Tschechen im Februar 2019 jedoch ohne einen Einsatz wieder und wechselte zum österreichischen Zweitligisten SV Lafnitz. Nach der Saison 2018/19 verließ er Lafnitz und wechselte nach Gibraltar zum Erstligisten Lynx FC.